# Lista systemów trolejbusowych

## Lista systemów trolejbusowych na świecie

### Argentyna
| Miasto  | Otwarcie   | Przewoźnik                                                                  | Uwagi |
| ------- | ---------- | --------------------------------------------------------------------------- | ----- |
| Córdoba | 07.05.1989 | Transporte Automotor Municipal Sociedad del Estado (TAMSE)                  |       |
| Mendoza | 14.02.1958 | Empresa Provincial de Transportes de Mendoza (EPTM)                         |       |
| Rosario | 24.05.1959 | Sociedad del Estado Municipal para el transporte urbano de Rosario (SEMTUR) |       |

### Armenia
| Miasto | Otwarcie   | Przewoźnik  | Uwagi                               |
| ------ | ---------- | ----------- | ----------------------------------- |
| Erywań | 16.08.1949 | Yergortrans | patrz artykuł Trolejbusy w Erywaniu |

### Austria
| Miasto   | Otwarcie   | Przewoźnik  | Uwagi                                |
| -------- | ---------- | ----------- | ------------------------------------ |
| Linz     | 15.05.1944 | Linz AG     |                                      |
| Salzburg | 01.10.1940 | Salzburg AG | patrz artykuł Trolejbusy w Salzburgu |

### Białoruś
| Miasto   | Otwarcie   | Przewoźnik                                                                                                | Uwagi                                |
| -------- | ---------- | --- | ------------------------------------ |
| Bobrujsk | 30.08.1978 | UKPP Bobrujskoje trollejbusnoje uprawlienie (УКПП Бобруйское троллейбусное управление)                    | patrz artykuł Trolejbusy w Bobrujsku |
| Brześć   | 20.04.1981 | KUP Briestskij obszczestwiennyj transport (КУП Брестский общественный транспорт)                          | patrz artykuł Trolejbusy w Brześciu  |
| Homel    | 20.05.1962 | KUP Horelektrotrans Homel (КУП Горэлектротранс Гомель)                                                    | patrz artykuł Trolejbusy w Homlu     |
| Grodno   | 05.11.1974 | UHP Hrodnjenskoje trollejbusnoje uprawlienie (УГП Гродненское троллейбусное управление)                   | patrz artykuł Trolejbusy w Grodnie   |
| Mińsk    | 19.09.1952 | KUP Minsktrans (КУП Минсктранс)                                                                           | patrz artykuł Trolejbusy w Mińsku    |
| Mohylew  | 19.01.1970 | MHKUP Horelektrotrans Mohylew (МГКУП Горэлектротранс Могилев)                                             | patrz artykuł Trolejbusy w Mohylewie |
| Witebsk  | 01.09.1978 | UKTP Witiebskoje tramwajno-trollejbusnoje uprawlienie (УКТП Витебское трамвайно-троллейбусное управление) | patrz artykuł Trolejbusy w Witebsku  |

### Bośnia i Hercegowina
| Miasto   | Otwarcie   | Przewoźnik                                  | Uwagi                                |
| -------- | ---------- | ------------------------------------------- | ------------------------------------ |
| Sarajewo | 27.11.1995 | Javno komunalno preduzece Gradski Saobraćaj | patrz artykuł Trolejbusy w Sarajewie |

### Brazylia
| Miasto    | Otwarcie   | Przewoźnik | Uwagi                                                                         |
| --------- | ---------- | --- | ----------------------------------------------------------------------------- |
| Santos    | 12.08.1963 | Serviço Municipal de Transportes Coletivos (SMTC)                                                                                    |                                                                               |
| São Paulo | 22.04.1949 | Compañía Municipal de Transportes Colectivos (CMTC)/Empresa Metropolitana des Transportes Urbanos (EMTU)/São Paulo Transportes (SPT) | W tym od 3.12.1988 trolejbusy do Diademy, São Bernardo do Campo i Santo André |

### Bułgaria
| Miasto       | Otwarcie   | Przewoźnik                                                | Uwagi                                     |
| ------------ | ---------- | --------------------------------------------------------- | ----------------------------------------- |
| Burgas       | 25.09.1989 | Burgasbus EOOD (Бургасбус ЕООД)                           | patrz artykuł Trolejbusy w Burgasie       |
| Chaskowo     | 1993       |                                                           | patrz artykuł Trolejbusy w Chaskowie      |
| Pazardżik    | 01.06.1993 |                                                           | patrz artykuł Trolejbusy w Pazardżiku     |
| Plewen       | 07.1985    |                                                           | patrz artykuł Trolejbusy w Plewenie       |
| Ruse         | 09.09.1988 | Obsztinski Transport Ruse AD (Общински Транспорт Русе АД) | patrz artykuł Trolejbusy w Ruse           |
| Sliwen       | 24.05.1986 |                                                           | patrz artykuł Trolejbusy w Sliwnie        |
| Sofia        | 01.05.1948 | Electrotransport EAD                                      | patrz artykuł Trolejbusy w Sofii          |
| Stara Zagora | 09.1988    |                                                           | patrz artykuł Trolejbusy w Starej Zagorze |
| Warna        | 01.01.1986 | ATP Gradski Transport Warna (АТП Градски Транспорт Варна) | patrz artykuł Trolejbusy w Warnie         |
| Wraca        | 09.1988    | Trolejbusen Transport EOOD (Тролейбусен транспорт ЕООД)   | patrz artykuł Trolejbusy we Wracy         |

### Chile
| Miasto     | Otwarcie   | Przewoźnik                                            | Uwagi |
| ---------- | ---------- | ----------------------------------------------------- | ----- |
| Valparaíso | 31.12.1952 | Empresa de Transportes Colectivos Eléctricos Limitada |       |

### Chiny
| Miasto   | Otwarcie   | Przewoźnik | Uwagi |
| -------- | ---------- | ---------- | ----- |
| Dalian   | 01.10.1960 |            |       |
| Hangzhou | 26.04.1961 |            |       |
| Kanton   | 30.09.1960 |            |       |
| Luoyang  | 01.10.1984 |            |       |
| Nanchang | 01.07.1971 |            |       |
| Pekin    | 26.02.1957 |            |       |
| Qingdao  | 25.10.1960 |            |       |
| Szanghaj | 15.11.1914 |            |       |
| Taiyuan  | 01.05.1960 |            |       |
| Wuhan    | 20.09.1958 |            |       |

### Czechy
| Miasto               | Otwarcie   | Przewoźnik                                            | Uwagi                                                              |
| -------------------- | ---------- | ----------------------------------------------------- | ------------------------------------------------------------------ |
| Brno                 | 30.07.1949 | Dopravní podnik města Brna (DPMB)                     | linia nr 31 dojeżdża do Šlapanic, patrz artykuł Trolejbusy w Brnie |
| Czeskie Budziejowice | 01.05.1991 | Dopravní podnik města České Budějovice (DPmČB)        | patrz artykuł Trolejbusy w Czeskich Budziejowicach                 |
| Chomutov             | 29.05.1995 | Dopravní podnik měst Chomutova a Jirkova a.s. (DPCHJ) | patrz artykuł Trolejbusy w Chomutovie i Jirkowie                   |
| Hradec Králové       | 02.05.1949 | Dopravní podnik města Hradce Králové (DPMHK)          | patrz artykuł Trolejbusy w Hradcu Králové                          |
| Igława               | 19.12.1948 | Dopravní podnik města Jihlavy (DPMJ)                  | patrz artykuł Trolejbusy w Igławie                                 |
| Mariańskie Łaźnie    | 27.04.1952 | MĚSTSKÁ DOPRAVA Mariánské Lázně (MDML)                | patrz artykuł Trolejbusy w Mariańskich Łaźniach                    |
| Opawa                | 24.08.1952 | Městský dopravní podnik Opava (MDPO)                  | patrz artykuł Trolejbusy w Opawie                                  |
| Ostrawa              | 09.05.1952 | Dopravní podnik Ostrava (DPO)                         | patrz artykuł Trolejbusy w Ostrawie                                |
| Pardubice            | 21.01.1952 | Dopravní podnik města Pardubic (DPMP)                 | patrz artykuł Trolejbusy w Pardubicach                             |
| Pilzno               | 09.04.1941 | Plzeňské městské dopravní podniky (PMDP)              | patrz artykuł Trolejbusy w Pilźnie                                 |
| Praga                | 15.10.2017 | Dopravní podnik hlavního města Prahy (DPP)            | patrz artykuł Trolejbusy w Pradze                                  |
| Teplice              | 01.05.1952 | ARRIVA CITY (Oblast Teplice)                          | patrz artykuł Trolejbusy w Cieplicach                              |
| Uście nad Łabą       | 01.07.1988 | Dopravní podnik města Ústí nad Labem (DPMÚL)          | patrz artykuł Trolejbusy w Uściu nad Łabą                          |
| Zlín                 | 27.01.1944 | Dopravní společnost Zlín-Otrokovice (DSZO)            |                                                                    |

### Ekwador
| Miasto | Otwarcie   | Przewoźnik | Uwagi                                                       |
| ------ | ---------- | ---------- | ----------------------------------------------------------- |
| Quito  | 17.12.1995 |            | linia trolejbusowa z wydzieloną jezdnią i wysokimi peronami |

### Estonia
| Miasto  | Otwarcie   | Przewoźnik                        | Uwagi                                |
| ------- | ---------- | --------------------------------- | ------------------------------------ |
| Tallinn | 06.07.1965 | Tallinna Linnatranspordi AS (TLT) | patrz artykuł Trolejbusy w Tallinnie |

### Francja
| Miasto        | Otwarcie   | Przewoźnik                                                                                    | Uwagi |
| ------------- | ---------- | --------------------------------------------------------------------------------------------- | --- |
| Limoges       | 14.07.1943 | Compagnie des Tramways Electrique de Limoges (CTEL)/Compagnie des Trolleybus de Limoges (CTL) | patrz artykuł Trolejbusy w Limoges |
| Lyon          | 04.09.1935 | Omnibus et Tramways de Lyon (OTL)/Transports en Commun Lyonnais (TCL)                         | patrz artykuł Trolejbusy w Lyonie |
| Nancy         | 27.09.1982 | Service de Transport de l'Agglomération Nancéienne (STAN)                                     | Sieć trolejbusową otwarto w roku 1982 i zamknięto w roku 1998, później wznowiono w roku 2000 w postaci tramwaju na oponach (Translohr). W marcu 2023 zamknięto sieć Translohr na rzecz przywrócenia konwencjonalnego trolejbusu. |
| Saint-Étienne | 01.01.1942 | Société des Transports de l'Agglomération Stéphanoise (STAS)                                  | |

### Grecja
| Miasto | Otwarcie | Przewoźnik                 | Uwagi                              |
| ------ | -------- | -------------------------- | ---------------------------------- |
| Ateny  | 1949     | Odikes Syngkoinonies (OSY) | patrz artykuł Trolejbusy w Atenach |

### Gruzja
| Miasto  | Otwarcie   | Przewoźnik | Uwagi                              |
| ------- | ---------- | ---------- | ---------------------------------- |
| Suchumi | 03.01.1968 |            | patrz artykuł Trolejbusy w Suchumi |

### Hiszpania
| Miasto                | Otwarcie | Przewoźnik                                        | Uwagi |
| --------------------- | -------- | ------------------------------------------------- | ----- |
| Castellón de la Plana | 2008     | Transporte en Vía Reservada de Castellón (TVRCas) |       |

### Holandia
| Miasto | Otwarcie   | Przewoźnik | Uwagi |
| ------ | ---------- | ---------- | ----- |
| Arnhem | 05.09.1949 | Connexxion |       |

### Iran
| Miasto  | Otwarcie   | Przewoźnik | Uwagi |
| ------- | ---------- | ---------- | ----- |
| Teheran | 14.09.1992 |            |       |

### Kanada
| Miasto    | Otwarcie   | Przewoźnik | Uwagi |
| --------- | ---------- | --- | ----- |
| Vancouver | 16.08.1948 | British Columbia Electric Railway (BCER)/BC Hydro/BC Transit/TransLink/Coast Mountain Bus Company/Greater Vancouver Transit System |       |

### Kazachstan
| Miasto | Otwarcie   | Przewoźnik                              | Uwagi                             |
| ------ | ---------- | --------------------------------------- | --------------------------------- |
| Ałmaty | 20.04.1944 | Ałmatyelektrotrans (Алматыэлектротранс) | patrz artykuł Trolejbusy w Ałmaty |

### Kirgistan
| Miasto           | Otwarcie   | Przewoźnik                                                                                | Uwagi                               |
| ---------------- | ---------- | ----------------------------------------------------------------------------------------- | ----------------------------------- |
| Biszkek (Frunze) | 13.01.1951 | Biszkekskoje Trollejbusnoje Uprawlenije (BTU) (Бишкекское троллейбусное управление (БТУ)) | patrz artykuł Trolejbusy w Biszkeku |
| Naryn            | 13.12.1994 |                                                                                           | patrz artykuł Trolejbusy w Narynie  |
| Osz              | 01.11.1977 |                                                                                           | patrz artykuł Trolejbusy w Oszu     |

### Korea Północna
| Miasto     | Otwarcie   | Przewoźnik | Uwagi                                  |
| ---------- | ---------- | ---------- | -------------------------------------- |
| Anjŭ       | 1987       |            |                                        |
| Ch’ŏngjin  | 20.10.1970 |            | patrz artykuł Trolejbusy w Ch’ŏngjinie |
| Haeju      | 04.1986    |            |                                        |
| Hamhŭng    | 04.1976    |            |                                        |
| Kanggye    | 17.04.1992 |            |                                        |
| Kapsan     | 12.10.1994 |            |                                        |
| Kimch’aek  | 17.05.1985 |            |                                        |
| Kimkol     | 10.04.1986 |            |                                        |
| Kowŏn      | 07.1979    |            |                                        |
| Nampo      | 1982       |            |                                        |
| Onsŏng     | 15.01.1996 |            |                                        |
| P’yŏngsŏng | 04.08.1983 |            |                                        |
| Pjongjang  | 30.04.1962 |            | patrz artykuł Trolejbusy w Pjongjangu  |
| Ryongdae   | 10.06.1993 |            |                                        |
| Ryongdung  | 04.11.1983 |            |                                        |
| Sang’wŏn   | 29.03.1995 |            |                                        |
| Sariwŏn    |            |            | patrz artykuł Trolejbusy w Sariwŏnie   |
| Sinŭiju    | 1978       |            | patrz artykuł Trolejbusy w Sinŭiju     |
| Songnim    | 1993       |            |                                        |
| Sunch’ŏn   | 1989       |            |                                        |
| Tŏkch’ŏn   | 27.04.1990 |            |                                        |
| Unhŭng     | 08.1988    |            |                                        |
| Wŏnsan     | 08.09.1988 |            |                                        |

### Litwa
| Miasto | Otwarcie   | Przewoźnik                        | Uwagi                             |
| ------ | ---------- | --------------------------------- | --------------------------------- |
| Kowno  | 31.12.1965 | UAB Kauno autobusai               | patrz artykuł Trolejbusy w Kownie |
| Wilno  | 27.11.1956 | UAB Vilniaus viešasis transportas | patrz artykuł Trolejbusy w Wilnie |

### Łotwa
| Miasto | Otwarcie   | Przewoźnik         | Uwagi                            |
| ------ | ---------- | ------------------ | -------------------------------- |
| Ryga   | 06.11.1947 | SIA Rīgas satiksme | patrz artykuł Trolejbusy w Rydze |

### Maroko
| Miasto    | Otwarcie   | Przewoźnik     | Uwagi                                 |
| --------- | ---------- | -------------- | ------------------------------------- |
| Marrakesz | 29.09.2017 | ALSA Marrakech | patrz artykuł Trolejbusy w Marrakeszu |

### Meksyk
| Miasto                    | Otwarcie   | Przewoźnik                                        | Uwagi |
| ------------------------- | ---------- | ------------------------------------------------- | ----- |
| Ciudad de México (Meksyk) | 09.03.1951 | Servicio de Transportes Eléctricos del D.F. (STE) |       |
| Guadalajara               | 15.12.1976 | Sistema de Tren Eléctrico Urbano (SITEUR)         |       |

### Mołdawia
| Miasto    | Otwarcie   | Przewoźnik | Uwagi |
| --------- | ---------- | ---------- | ----- |
| Bielce    | 21.06.1972 |            |       |
| Kiszyniów | 12.10.1949 |            |       |
| Tighina   | 19.06.1993 |            |       |
| Tyraspol  | 01.11.1967 |            |       |

### Mongolia
| Miasto     | Otwarcie   | Przewoźnik | Uwagi |
| ---------- | ---------- | ---------- | ----- |
| Ułan Bator | 09.10.1987 |            |       |

### Niemcy
| Miasto              | Otwarcie   | Przewoźnik                                      | Uwagi                                 |
| ------------------- | ---------- | ----------------------------------------------- | ------------------------------------- |
| Eberswalde          | 03.11.1940 | Barnimer Busgesellschaft mbH                    | patrz artykuł Trolejbusy w Eberswalde |
| Esslingen am Neckar | 01.04.1944 | Städtischer Verkehrsbetrieb Esslingen am Neckar |                                       |
| Solingen            | 19.06.1952 | Stadtwerke Solingen GmbH                        |                                       |

### Norwegia
| Miasto | Otwarcie   | Przewoźnik | Uwagi                             |
| ------ | ---------- | ---------- | --------------------------------- |
| Bergen | 24.02.1950 | Tide       | patrz artykuł Trolejbusy w Bergen |

### Polska
| Miasto | Otwarcie   | Przewoźnik                                       | Uwagi                                                         |
| ------ | ---------- | ------------------------------------------------ | ------------------------------------------------------------- |
| Gdynia | 18.09.1943 | Przedsiębiorstwo Komunikacji Trolejbusowej (PKT) | patrz artykuł Trolejbusy w Gdyni, linia 31 dojeżdża do Sopotu |
| Lublin | 21.07.1953 | Miejskie Przedsiębiorstwo Komunikacyjne (MPK)    | patrz artykuł Trolejbusy w Lublinie                           |
| Tychy  | 01.10.1982 | Tyskie Linie Trolejbusowe sp. z o.o. (TLT)       | patrz artykuł Trolejbusy w Tychach                            |

### Portugalia
| Miasto  | Otwarcie   | Przewoźnik                                                         | Uwagi |
| ------- | ---------- | ------------------------------------------------------------------ | ----- |
| Coimbra | 16.08.1947 | Serviços Municipalizados de Transportes Urbanos de Coimbra (SMTUC) |       |

### Rosja
| Miasto                 | Otwarcie   | Przewoźnik | Uwagi                                     |
| ---------------------- | ---------- | --- | ----------------------------------------- |
| Abakan                 | 31.12.1980 | Abakanskoje Trollejbusnoje Uprawlenije (Абаканское троллейбусное управление)                                                                                            | patrz artykuł Trolejbusy w Abakanie       |
| Almietjewsk            | 13.01.1976 | Almietjewskoje Trollejbusnoje Uprawlenije (Альметьевское троллейбусное управление)                                                                                      | patrz artykuł Trolejbusy w Almietjewsku   |
| Armawir                | 16.06.1973 | Armawirskoje Trollejbusnoje Uprawlenije (Армавирское троллейбусное управление)                                                                                          | patrz artykuł Trolejbusy w Armawirze      |
| Bałakowo               | 18.11.1967 | Bałakowoelektrotrans (Балаковоэлектротранс) | patrz artykuł Trolejbusy w Bałakowie      |
| Barnauł                | 19.10.1973 | Barnaulskoje Municypalnoje Unitarnoje Tramwajno-Trollejbusnoje Priedprijatije (Барнаульское Муниципальное унитарное трамвайно-троллейбусное предприятие)                | patrz artykuł Trolejbusy w Barnaule       |
| Biełgorod              | 03.12.1967 | Biełgorodskoje Trollejbusnoje Uprawlenije (Белгородское троллейбусное управление)                                                                                       | patrz artykuł Trolejbusy w Biełgorodzie   |
| Bieriezniki            | 04.03.1961 | Bereznikowskogo Trollejbusnoje Uprawlenije (Березниковского Троллейбусное управление)                                                                                   | patrz artykuł Trolejbusy w Bierieznikach  |
| Brack                  | 01.02.1975 | Bratskoje Trollejbusnoje Uprawlenije (Братское троллейбусное управление)                                                                                                | patrz artykuł Trolejbusy w Bracku         |
| Briańsk                | 03.12.1960 | Brianskoje Trollejbusnoje Uprawlenije (Брянское троллейбусное управление)                                                                                               | patrz artykuł Trolejbusy w Briańsku       |
| Chabarowsk             | 17.01.1975 | Chabarowskoje Tramwajno-Trollejbusnoje Uprawlenije (Хабаровское трамвайно-троллейбусное управление)                                                                     | patrz artykuł Trolejbusy w Chabarowsku    |
| Chimki                 | 24.04.1997 | Chimkielektrotrans (Химкиэлектротранс) | patrz artykuł Trolejbusy w Chimkach       |
| Czeboksary             | 07.11.1964 | Czeboksarskoje Trollejbusnoje Uprawlenije (Чебоксарское троллейбусное управление)                                                                                       | patrz artykuł Trolejbusy w Czeboksarach   |
| Czelabińsk             | 22.11.1942 | Czeliadgortrans (Челябгортранс) | patrz artykuł Trolejbusy w Czelabińsku    |
| Czerkiesk              | 19.12.1988 | Trollejbusnoje Uprawlenije – Czerkiessk (Троллейбусное управление – Черкесск)                                                                                           | patrz artykuł Trolejbusy w Czerkiesku     |
| Czyta                  | 30.12.1970 | Trollejbusnoje Uprawlenije – Czita (Троллейбусное управление – Чита) | patrz artykuł Trolejbusy w Czycie         |
| Dzierżyńsk             | 15.04.1976 | Dzierżynskoje Tramwajno-Trollejbusnoje Priedprijatije (Дзержинское трамвайно-троллейбусное предприятие)                                                                 | patrz artykuł Trolejbusy w Dzierżyńsku    |
| Engels                 | 29.04.1964 | Engielsskogo Municypalnogo Obrazowanija (Энгельсского муниципального образования)                                                                                       | patrz artykuł Trolejbusy w Engelsie       |
| Irkuck                 | 06.11.1970 | Irkutskgorelektrotrans (Иркутскгорэлектротранс) | patrz artykuł Trolejbusy w Irkucku        |
| Iżewsk                 | 06.11.1968 | Iżgorelektrotrans (Ижгорэлектротранс) | patrz artykuł Trolejbusy w Iżewsku        |
| Iwanowo                | 05.11.1962 | Iwanowskoje Tramwajno-Trollejbusnoje Uprawlenije (Ивановское трамвайно-троллейбусное управление)                                                                        | patrz artykuł Trolejbusy w Iwanowie       |
| Jarosław               | 07.11.1949 | Jargorelektrotrans (Яргорэлектротранс) |                                           |
| Jekaterynburg          | 17.10.1943 | Jekatierinburgskoje Tramwajno-Trollejbusnoje Uprawlenije (Екатеринбургское трамвайно-троллейбусное управление)                                                          |                                           |
| Joszkar-Oła            | 01.02.1971 | Joszkar-Oła Municypalnoje Priedprijatije (Йошкар-Ола Муниципальное предприятие)                                                                                         |                                           |
| Królewiec              | 05.11.1975 | Kaliningradskoje Tramwajno-Trollejbusnoje Uprawlenije (Калининградское Трамвайно-троллейбусное управление)                                                              |                                           |
| Kaługa                 | 30.03.1956 | Uprawlenije Kałużskogo Trollejbusa (Управление Калужского троллейбуса)                                                                                                  |                                           |
| Kazań                  | 27.11.1948 | Mietroelektrotrans Kazań (Метроэлектротранс Казань) |                                           |
| Kemerowo               | 25.09.1970 | Kiemierowskoje Tramwajno-Trollejbusnoje Priedprijatije (Кемеровское трамвайно-троллейбусное предприятие)                                                                |                                           |
| Kirow                  | 08.11.1943 | Kirowskoje Transportnoje Priedprijatije (Кировское Транспортное Предприятие)                                                                                            |                                           |
| Kostroma               | 10.01.1974 | Kostromskoje Municypalnoje Trollejbusnoje Uprawlenije (Костромское муниципальное троллейбусное управление)                                                              |                                           |
| Kowrow                 | 10.03.1975 | Kowrowskogo Uprawlenije Trollejbusnogo Transporta (Ковровского Управление троллейбусного транспорта)                                                                    |                                           |
| Krasnodar              | 28.07.1950 | Krasnodarskoje Tramwajno-Trollejbusnoje Uprawlenije (Краснодарское трамвайно-троллейбусное управление)                                                                  | patrz artykuł Trolejbusy w Krasnodarze    |
| Krasnojarsk            | 05.11.1959 | Krasnojarskoje Municypalnoje Unitarnoje Tramwajno-Trollejbusnoje Priedprijatije (Красноярское муниципальное унитарное трамвайно-троллейбусное предприятие)              |                                           |
| Kursk                  | 18.08.1972 | Kurskelektrotrans (Курскэлектротранс) |                                           |
| Lenińsk Kuźniecki      | 11.01.1984 | Proizwodstwiennoje Trollejbusnoje Uprawlenije Goroda Leninska-Kuznieckogo (Производственное троллейбусное управление города Ленинска-Кузнецкого)                        |                                           |
| Machaczkała            | 03.02.1973 | Machaczkalinskoje Trollejbusnoje Uprawlenije (Махачкалинское троллейбусное управление)                                                                                  |                                           |
| Majkop                 | 29.11.1974 | Majkopskoje Trollejbusnoje Uprawlenije (Майкопское троллейбусное управление)                                                                                            | patrz artykuł Trolejbusy w Majkopie       |
| Miass                  | 01.02.1985 | MiassElektroTrans (МиассЭлектроТранс) | patrz artykuł Trolejbusy w Miassie        |
| Murmańsk               | 11.02.1962 | Murmanskij Elektrotransport (Мурманский Электротранспорт) | patrz artykuł Trolejbusy w Murmańsku      |
| Nalczyk                | 22.11.1980 | Nalczikskoje Trollejbusnoje Uprawlenije (Нальчикское троллейбусное управление)                                                                                          |                                           |
| Niżny Nowogród         | 27.06.1947 | Niżegorodelektrotrans (Нижегородэлектротранс) |                                           |
| Nowokujbyszewsk        | 04.01.1986 | Nowokujbyszewskoje Municypalnoje Unitarnoje Passażyrskoje Transportnoje Priedprijatije (Новокуйбышевское муниципальное унитарное пассажирское транспортное предприятие) |                                           |
| Nowokuźnieck           | 06.01.1978 | Nowokuznieckelektrotrans (Новокузнецкэлектротранс) |                                           |
| Noworosyjsk            | 01.04.1969 | NoworosPassażyrTrans (НоворосПассажирТранс) | patrz artykuł Trolejbusy w Noworosyjsku   |
| Nowosybirsk            | 07.11.1957 | Centr Uprawlenija Gorawtoelektrotransportom (Центр управления горавтоэлектротранспортом)                                                                                |                                           |
| Nowoczeboksarsk        | 02.11.1979 | Nowoczeboksarskoje Trollejbusnogo Transporta (Новочебоксарское троллейбусного транспорта)                                                                               |                                           |
| Omsk                   | 05.11.1955 | Omskoje Municypalnoje Priedprijatije (Омское Муниципальное предприятие)                                                                                                 |                                           |
| Orenburg               | 28.04.1953 | Municypalnoje Unitarnoje Priedprijatije Passażyrskogo Transporta Orenburga (Муниципальное унитарное предприятие пассажирского транспорта Оренбурга)                     |                                           |
| Orzeł                  | 28.10.1968 | Orłowskoje Tramwajno-Trollejbusnoje Priedprijatije (Орловское трамвайно-троллейбусное предприятие)                                                                      |                                           |
| Penza                  | 04.11.1948 | Penzgorelektrotrans (Пензгорэлектротранс) |                                           |
| Pietrozawodsk          | 05.09.1961 | Trollejbusnoje Uprawlenije Goroda Pietrozawodska (Троллейбусное управление города Петрозаводска)                                                                        | patrz artykuł Trolejbusy w Pietrozawodsku |
| Podolsk                | 01.05.2001 | Podolskij Trollejbus (Подольский троллейбус) |                                           |
| Riazań                 | 13.11.1949 | Uprawlenije Riazanskogo Trollejbusa (Управление Рязанского троллейбуса)                                                                                                 |                                           |
| Rostów nad Donem       | 18.03.1936 | Rusełtrans (Русэлтранс) |                                           |
| Rubcowsk               | 28.12.1973 | Rubcowskoje Trollejbusnoje Priedprijatije (Рубцовское троллейбусное предприятие)                                                                                        | patrz artykuł Trolejbusy w Rubcowsku      |
| Rybińsk                | 14.12.1976 | Rybinskoje Trollejbusnoje Uprawlenije (Рыбинское троллейбусное управление)                                                                                              |                                           |
| Samara                 | 07.11.1942 | Samarskoje Municypalnoje Priedprijatije (Самарское муниципальное предприятие)                                                                                           |                                           |
| Sankt Petersburg       | 21.10.1936 | Gorelektrotrans Sankt-Pietierburg (Горэлектротранс Санкт-Петербург) |                                           |
| Saratów                | 06.11.1952 | Saratowgorelektrotrans (Саратовгорэлектротранс) |                                           |
| Smoleńsk               | 08.04.1991 | Smolenskoje Municypalnoje Tramwajno-Trollejbusnoje Priedprijatije (Смоленское муниципальное трамвайно-троллейбусное предприятие)                                        | patrz artykuł Trolejbusy w Smoleńsku      |
| Stawropol              | 24.07.1964 | Gorodskoje Trollejbusnoje Uprawlenije – Stawropol (Городское троллейбусное управление – Ставрополь)                                                                     |                                           |
| Sterlitamak            | 24.02.1961 | Stierlitamakskoje Trollejbusnoje Uprawlenije (Стерлитамакское троллейбусное управление)                                                                                 |                                           |
| Taganrog               | 25.12.1977 | Tramwajno-Trollejbusnoje Uprawlenije – Taganrok (Трамвайно-троллейбусное управление – Таганрог)                                                                         | patrz artykuł Trolejbusy w Taganrogu      |
| Tambow                 | 06.11.1955 | Gorelektrotrans Tambow (Горэлектротранс Тамбов) |                                           |
| Togliatti              | 21.01.1966 | Togliattinskoje Trollejbusnoje Uprawlenije (Тольяттинское троллейбусное управление)                                                                                     |                                           |
| Tomsk                  | 07.11.1967 | Tomskoje Tramwajno-Trollejbusnoje Uprawlenije (Томское трамвайно–троллейбусное управление)                                                                              |                                           |
| Tuła                   | 03.11.1962 | Tułapassażyrtrans (Тулапассажиртранс) |                                           |
| Ufa                    | 27.01.1962 | Municypalnoje Uprawlenije Elektrotransporta – Ufa (Муниципальное управление электротранспорта – Уфа)                                                                    | patrz artykuł Trolejbusy w Ufie           |
| Uljanowsk              | 31.12.1973 | Uljanowskgorelektrotrans (Ульяновскгорэлектротранс) |                                           |
| Nowogród Wielki        | 03.12.1995 | Municypalnoje Unitarnoje Priedprijatije Wielikogo Nowgoroda (Муниципальное унитарное предприятие Великого Новгорода)                                                    |                                           |
| Włodzimierz nad Klaźmą | 07.11.1952 | Władimirpassażyrtrans (Владимирпассажиртранс) | patrz artykuł Trolejbusy we Włodzimierzu  |
| Władywostok            | 28.01.1965 | Elektriczeskij Transport Władiwostoka (Электрический транспорт Владивостока)                                                                                            |                                           |
| Wołgodońsk             | 04.10.1977 | Wołgodonskoje Trollejbusnoje Uprawlenije (Волгодонское троллейбусное управление)                                                                                        |                                           |
| Wołgograd              | 31.12.1960 | Mietroelektrotrans Wołgograd (Метроэлектротранс Волгоград) |                                           |
| Wołogda                | 30.12.1976 | Wołogdaelektrotrans (Вологдаэлектротранс) |                                           |
| Woroneż                | 06.11.1960 | Woronieżskij Trollejbus (Воронежский троллейбус) | patrz artykuł Trolejbusy w Woroneżu       |

### Rumunia
| Miasto      | Otwarcie   | Przewoźnik                                      | Uwagi                                   |
| ----------- | ---------- | ----------------------------------------------- | --------------------------------------- |
| Baia Mare   | 16.02.1996 | S.C. URBIS S.A.                                 | patrz artykuł Trolejbusy w Baia Mare    |
| Braszów     | 01.05.1959 | RATBV S.A.                                      | patrz artykuł Trolejbusy w Braszowie    |
| Bukareszt   | 10.11.1949 | Societatea de Transport București (STB)         | patrz artykuł Trolejbusy w Bukareszcie  |
| Gałacz      | 23.08.1989 | SC Transurb S.A.                                | patrz artykuł Trolejbusy w Gałaczu      |
| Kluż-Napoka | 07.11.1959 | Compania de Transport Public Cluj-Napoca (CTP)  | patrz artykuł Trolejbusy w Klużu-Napoce |
| Mediaș      | 22.08.1989 | S.C. Meditur S.A.                               | patrz artykuł Trolejbusy w Mediaș       |
| Ploeszti    | 01.09.1997 | S.C. Transport Călători Express S.A. (TCE)      | patrz artykuł Trolejbusy w Ploeszti     |
| Târgu Jiu   | 20.06.1995 | S.C. Transloc S.A.                              | patrz artykuł Trolejbusy w Târgu Jiu    |
| Timișoara   | 15.11.1942 | Societatea de Transport Public Timișoara (STPT) | patrz artykuł Trolejbusy w Timișoarze   |

### Serbia
| Miasto  | Otwarcie   | Przewoźnik                          | Uwagi                                 |
| ------- | ---------- | ----------------------------------- | ------------------------------------- |
| Belgrad | 22.06.1947 | Gradsko Saobraćajno Preduzeće (GSP) | patrz artykuł Trolejbusy w Belgradzie |

### Słowacja
| Miasto           | Otwarcie   | Przewoźnik                                  | Uwagi                                                        |
| ---------------- | ---------- | ------------------------------------------- | ------------------------------------------------------------ |
| Bańska Bystrzyca | 24.08.1989 | Dopravný podnik mesta Banská Bystrica, a.s. | patrz artykuł Trolejbusy w Bańskiej Bystrzycy                |
| Bratysława       | 31.07.1941 | Dopravný podnik Bratislava, a.s.            | patrz artykuł Trolejbusy w Bratysławie                       |
| Koszyce          | 27.09.1993 | Dopravný podnik mesta Košice, a.s.          | zawieszona w 2015 roku, patrz artykuł Trolejbusy w Koszycach |
| Preszów          | 13.05.1962 | Dopravný podnik mesta Prešov, a.s.          | patrz artykuł Trolejbusy w Preszowie                         |
| Żylina           | 17.11.1994 | Dopravný podnik mesta Žiliny s.r.o.         | patrz artykuł Trolejbusy w Żylinie                           |

### Szwajcaria
| Miasto            | Otwarcie   | Przewoźnik                                                  | Uwagi                                        |
| ----------------- | ---------- | ----------------------------------------------------------- | -------------------------------------------- |
| Berno             | 29.10.1941 | Bernmobil (SVB)                                             | patrz artykuł Trolejbusy w Bernie            |
| Biel/Bienne       | 19.10.1940 | Verkehrsbetriebe Biel (VB)                                  | patrz artykuł Trolejbusy w Biel/Bienne       |
| La Chaux-de-Fonds | 23.12.1949 | Transports Régionaux Neuchâtelois (TRN)                     | patrz artykuł Trolejbusy w La Chaux-de-Fonds |
| Fryburg           | 01.02.1949 | Transports publics Fribourgeois (TPF)                       | patrz artykuł Trolejbusy we Fryburgu         |
| Genewa            | 11.09.1942 | Transports Publics Genevois (TPG)                           | patrz artykuł Trolejbusy w Genewie           |
| Lozanna           | 02.10.1932 | Transports publics de la région Lausannoise (TL)            | patrz artykuł Trolejbusy w Lozannie          |
| Lucerna           | 07.12.1941 | Verkehrsbetriebe Luzern (VBL)                               |                                              |
| Montreux          | 18.04.1957 | Transports publics Vevey–Montreux–Chillon–Villeneuve (VMCV) | patrz artykuł Trolejbusy w Montreux/Vevey    |
| Neuchâtel         | 16.02.1940 | Transports publics du Littoral Neuchâtelois (TN)            |                                              |
| St. Gallen        | 18.07.1950 | Verkehrsbetriebe der Stadt St. Gallen (VBSG)                |                                              |
| Szafuza           | 24.09.1966 | Verkehrsbetriebe Schaffhausen (VBSH)                        | patrz artykuł Trolejbusy w Szafuzie          |
| Winterthur        | 28.12.1938 | Stadtbus Winterthur (SW)                                    | patrz artykuł Trolejbusy w Winterthur        |
| Zurych            | 27.05.1939 | Verkehrsbetriebe Zürich (VBZ)                               |                                              |

### Szwecja
| Miasto     | Otwarcie   | Przewoźnik    | Uwagi                                  |
| ---------- | ---------- | ------------- | -------------------------------------- |
| Landskrona | 27.09.2003 | Skånetrafiken | patrz artykuł Trolejbusy w Landskronie |

### Tadżykistan
| Miasto   | Otwarcie   | Przewoźnik                 | Uwagi                               |
| -------- | ---------- | -------------------------- | ----------------------------------- |
| Duszanbe | 02.05.1955 | Душанбенаклиётхадамотрасон | patrz artykuł Trolejbusy w Duszanbe |

### Ukraina
| Miasto                        | Otwarcie   | Przewoźnik                                        | Uwagi |
| ----------------------------- | ---------- | ------------------------------------------------- | --- |
| Ałczewsk                      | 26.09.1954 | КП Алчевськпастранс                               | patrz artykuł Trolejbusy w Ałczewsku |
| Ałuszta                       | 30.08.1993 |                                                   | patrz artykuł Trolejbusy na Krymie |
| Antracyt                      | 27.09.1987 |                                                   | patrz artykuł Trolejbusy w Antracycie |
| Bachmut                       | 29.04.1968 |                                                   | |
| Biała Cerkiew                 | 23.06.1980 | Черниговское троллейбусное управление (ЧТУ)       | patrz artykuł Trolejbusy w Białej Cerkwi |
| Charków                       | 05.05.1939 |                                                   | |
| Charcysk                      | 04.02.1982 |                                                   | patrz artykuł Trolejbusy w Charcysku |
| Chersoń                       | 16.06.1960 |                                                   | |
| Chmielnicki                   | 25.12.1970 |                                                   | |
| Czerkasy                      | 09.11.1965 |                                                   | |
| Czernihów                     | 04.11.1964 | КП Черниговское троллейбусное управление          | patra artykuł Trolejbusy w Czernihowie |
| Czerniowce                    | 01.02.1939 |                                                   | |
| Dniepr                        | 07.11.1947 |                                                   | |
| Donieck                       | 03.01.1940 |                                                   | |
| Gorłówka                      | 06.11.1974 |                                                   | |
| Iwano-Frankiwsk (Stanisławów) | 31.12.1983 |                                                   | |
| Jałta                         | 01.05.1961 |                                                   | patrz artykuł Trolejbusy na Krymie |
| Kercz                         | 18.09.2004 | ККП Керчтролейбус                                 | patrz artykuł Trolejbusy w Kerczu |
| Kropywnycki                   | 04.11.1967 |                                                   | |
| Kramatorsk                    | 18.11.1971 |                                                   | |
| Krzemieńczuk                  | 06.11.1966 | КП Кременчуцьке тролейбусне управління            | patrz artykuł Trolejbusy w Krzemieńczuku |
| Krzywy Róg                    | 21.12.1957 |                                                   | |
| Kijów                         | 05.11.1935 |                                                   | |
| Lwów                          | 27.11.1952 | Львівелектротранс                                 | patrz artykuł Trolejbusy we Lwowie |
| Łuck                          | 08.04.1972 | КП Луцкое предприятие электротранспорта           | patrz artykuł Trolejbusy w Łucku |
| Ługańsk                       | 25.01.1962 |                                                   | |
| Lisiczańsk                    | 07.03.1972 |                                                   | |
| Makiejewka                    | 13.11.1969 |                                                   | |
| Mariupol                      | 21.04.1970 | КП Маріупольське трамвайно-тролейбусне управління | patrz artykuł Trolejbusy w Mariupolu |
| Mikołajów                     | 29.10.1967 |                                                   | |
| Odessa                        | 05.11.1945 |                                                   | |
| Połtawa                       | 14.09.1962 |                                                   | |
| Równe                         | 27.12.1974 |                                                   | |
| Zaporoże                      | 22.12.1949 |                                                   | patrz artykuł Trolejbusy w Zaporożu |
| Żytomierz                     | 01.05.1962 |                                                   | |
| Sewastopol                    | 06.11.1950 |                                                   | |
| Siewierskodonieck             | 01.01.1979 |                                                   | |
| Sorokyne                      | 30.12.1987 |                                                   | |
| Symferopol                    | 07.10.1959 |                                                   | sieć miejska w Symferopolu połączona jest z trasą Symferopol – Ałuszta – Jałta, najdłuższą linią trolejbusową na świecie, wynosi ona 86,7 km; patrz artykuł Trolejbusy na Krymie |
| Słowiańsk                     | 19.03.1977 | Славянское Троллейбусное Управление               | patrz artykuł Trolejbusy w Słowiańsku |
| Sumy                          | 25.08.1967 |                                                   | |
| Tarnopol                      | 24.12.1975 |                                                   | |
| Wuhłehirśk                    | 08.07.1982 | Вуглегірська ділянка Єнакієвського ТТУ            | patrz artykuł Trolejbusy w Wuhłehirśku |
| Winnica                       | 20.02.1964 |                                                   | |

### Stany Zjednoczone
| Miasto        | Otwarcie   | Przewoźnik | Uwagi                                    |
| ------------- | ---------- | --- | ---------------------------------------- |
| Dayton        | 23.04.1933 | Dayton Street Transit (DST)/Oakwood-Dayton Street Railway (ODSR)/Oakwood-Dayton Transit Company (ODTC)/Peoples Railway (PR)/Dayton-Xenia Railway(DX)/City Railway (CR)/City Transit (CT)/Miami Valley Regional Transportation Authority(MVRTA)/Greater Dayton Regional Transit Authority (GDRTA) | patrz artykuł Trolejbusy w Dayton        |
| Filadelfia    | 14.10.1923 | Philadelphia Rapid Transit Company (PRTC)/Philadelphia Transportation Company (PTC)/Southeastern Pennsylvania Transportation Authority (SEPTA) | patrz artykuł Trolejbusy w Filadelfii    |
| San Francisco | 06.10.1935 | Market Street Railway (MSRy)/San Francisco Municipal Railway (SFMR) (Muni) | patrz artykuł Trolejbusy w San Francisco |
| Seattle       | 28.04.1940 | City of Seattle/Seattle Transit Commission/Seattle Metro/Seattle Transit System/Metro Transit/King County Metro (KCM)/Sound Transit | patrz artykuł Trolejbusy w Seattle       |

### Uzbekistan
| Miasto  | Otwarcie   | Przewoźnik | Uwagi                              |
| ------- | ---------- | ---------- | ---------------------------------- |
| Urgencz | 20.10.1997 |            | patz artykuł Trolejbusy w Urgenczu |

### Wenezuela
| Miasto | Otwarcie   | Przewoźnik | Uwagi |
| ------ | ---------- | ---------- | ----- |
| Mérida | 18.06.2007 | Trolmérida |       |

### Węgry
| Miasto    | Otwarcie   | Przewoźnik                     | Uwagi                                  |
| --------- | ---------- | ------------------------------ | -------------------------------------- |
| Budapeszt | 21.12.1949 | Budapesti Közlekedési Zrt.     | patrz artykuł Trolejbusy w Budapeszcie |
| Debreczyn | 02.07.1985 | DKV Debreceni Közlekedési Zrt. | patrz artykuł Trolejbusy w Debreczynie |
| Szeged    | 01.05.1979 | Szegedi Közlekedési Társaság   | patrz artykuł Trolejbusy w Segedynie   |

### Włochy
| Miasto    | Otwarcie   | Przewoźnik                                           | Uwagi                                                   |
| --------- | ---------- | ---------------------------------------------------- | ------------------------------------------------------- |
| Ankona    | 15.03.1949 | Conerobus                                            |                                                         |
| Bolonia   | 04.01.1991 | Azienda Trasporti Consorziali di Bologna (ATC)       |                                                         |
| Cagliari  | 22.12.1952 | Consorzio Trasporti Mobilità (CTM)                   |                                                         |
| Chieti    | 26.12.2009 | La Panoramica                                        |                                                         |
| Genua     | 01.07.1997 | Azienda Mobilità e Trasporti (AMT)                   |                                                         |
| La Spezia | 26.11.1988 | Azienda Trasporti Consortile (ATC)                   |                                                         |
| Lecce     | 12.01.2012 | Società Gestione Multipla (SGM)                      |                                                         |
| Mediolan  | 28.10.1933 | Azienda Trasporti Milanesi (ATM)                     |                                                         |
| Modena    | 21.01.1950 | Azienda Trasporti Consorziali di Modena (ATCM)       |                                                         |
| Neapol    | 08.05.1940 | Azienda Napoletana Mobilità (ANM)                    |                                                         |
| Parma     | 25.10.1953 | Tranvie Elettriche Parmensi (TEP)                    |                                                         |
| Rimini    | 01.01.1939 | Trasporti Riuniti Area Metropolitana (TRAM)          | dojeżdża do Riccione, patrz artykuł Trolejbusy w Rimini |
| Rzym      | 23.03.2005 | ATAC Azienda per la mobilità di Roma Capitale (ATAC) | patrz artykuł Trolejbusy w Rzymie                       |
| San Remo  | 21.04.1942 | Riviera Trasporti (RT)                               |                                                         |